# Доњотуломско језеро
Доњотуломско језеро (рус. Нижнетуломское водохранилище) вештачко је језеро смештено у северозападном делу Мурманске области, на крајњем северозападу европског дела Руске Федерације. Цела површина језера административно припада Кољском рејону. Језеро је настало преграђивањем корита реке Туломе у доњем делу њеног тока (у периоду 1934−1936), и градњом бране Доњотуломске хидроелектране. Налази се у басену Баренцовог мора.
Површина језерске акваторије је 38 км². Максимална дужина језера је до 16 километара, ширина до 1,6 километара, а максимална дубина до 20 метара. Просечна запремина језера је око 0,39 км³. Површина језера лежи на надморској висини од 18 метара. Градњом бране потопљено је око 170 хектара земљишта дуж обе обале реке Туломе.
На обали језера налази се варошица Мурмаши.